# سوتان صاهرير
سوتان صاهرير (5 مارس 1909-9 أبريل 1966) كان قائدًا ثوريًا للاستقلال الإندونيسي ورئيسًا للوزراء، وُصِف بأنه مثقف إندونيسي مثالي. أصبح أول رئيس وزراء لإندونيسيا في عام 1945 بعد مسيرة مهنية كبطل قومي إندونيسي رئيسي في ثلاثينيات وأربعينيات القرن العشرين. عمل سوتان بجد كرئيس للوزراء لضمان التزام إندونيسيا باسمها. كان يعتبر مثالياً ومفكراً رغم اهتمامه السياسي، ووضع بلاده أولاً قبل احتياجاته الخاصة. على عكس بعض زملائه، لم يدعم اليابانيين وعمل للحصول على الاستقلال لإندونيسيا.
كان صاهرير شريكًا مقربًا لرجل الدولة الأكبر سنًا محمد حاتا زعيم رئيسي للثورة الإندونيسية وزعيم المقاومة الإندونيسية السرية أثناء الاحتلال الياباني. سجن سوتان صاهرير من قبل أحمد سوكارنو، ثم أطلق سراحه من قبل سوكارنو في عام 1965 حتى يتمكن من الحصول على العلاج الطبي. سافر صاهرير إلى زيورخ في سويسرا حيث توفي بعد إصابته بجلطة دماغية عن عمر يناهز 56 عامًا.